# 432361 Rakovski
432361 Rakovski este o planetă minoră (asteroid) din centura de asteroizi. A fost descoperită pe 20 noiembrie 2009 la  de Filip Fratev⁠(d). 
Obiectul prezintă o orbită caracterizată de o semiaxă mare de 2,5455541643063 UAi, o excentricitate de 0,13, o înclinație de 4,7 ° în raport cu ecliptica.